# 吉川久衛

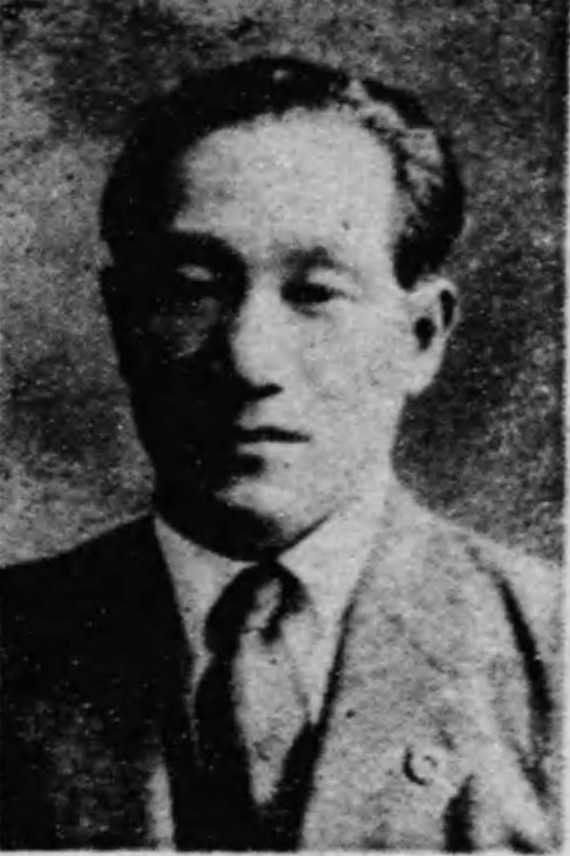
吉川久衛

吉川 久衛（きっかわ きゅうえ、1905年4月10日 - 1978年6月20日）は農業協同組合運動の推進者、衆議院議員。 

## 来歴
長野県上伊那郡飯島村生まれ。赤穂村立公民実業学校（長野県赤穂高等学校）を経て、1932年に明治大学法学部英法学科卒業。同年農林省（現・農林水産省）に入省し大臣官房吏員、興農合作社中央会科長、中央農業会課長、戦時農業団秘書役などを歴任した。戦時中は満洲に5年間派遣された。
1947年の第23回衆議院議員総選挙を皮切りに長野県第3区から出馬し、断続的に計8回当選した。
衆議院では農林政務次官（第2次鳩山一郎内閣）、農林水産・決算・地方行政の各常任委員長などを歴任し、農業基本法・農業管理法の制定、農協共済制度・農林年金制度の確立などに功績があった。
一方で農協運動指導者として農協中央会、農協各連合会の育成指導にも力を注いだ。著書に『農業協同組合法要論』などがある。
1978年6月20日、脳出血のため、駒ヶ根市の昭和伊南総合病院で死去。73歳。